# Ove Lestander
Ove Lestander (ur. 23 lipca 1941) – szwedzki biegacz narciarski. Jego największym sukcesem jest brązowy medal wywalczony w sztafecie podczas mistrzostw świata w Wysokich Tatrach. Szwedzi pobiegli tam w składzie: Ove Lestander, Jan Halvarsson, Ingvar Sandström oraz Lars-Göran Åslund. Nigdy nie startował na zimowych igrzyskach olimpijskich.

## Osiągnięcia

### Mistrzostwa świata
| Miejsce | Dzień     | Rok  | Miejscowość   | Konkurencja             | Czas biegu | Strata   | Zwycięzca         |
| ------- | --------- | ---- | ------------- | ----------------------- | ---------- | -------- | ----------------- |
| 3.      | 19 lutego | 1970 | Wysokie Tatry | Sztafeta 4x10 km        | 2:06:36,47 | +20,33   | ZSRR              |
| 16.     | 22 lutego | 1970 | Wysokie Tatry | 50 km stylem klasycznym | 2:49:34,70 | +8:13,06 | Kalevi Oikarainen |